# S-13 (1941)
El S-13 fue un submarino de la clase S de la Armada soviética. Su quilla fue colocada por Krasnoye Sormovo en Gorki el 19 de octubre de 1938. Fue botado el 25 de abril de 1939 y comisionado el 31 de julio de 1941 en la Flota del Báltico, bajo el mando del capitán Pavel Malantyenko. El submarino es conocido por los hundimientos con torpedos en 1945 del Wilhelm Gustloff y del General von Steuben bajo el mando de Aleksandr Marinesko. Cálculos recientes estiman que murieron más de 9.000 personas en el hundimiento del Wilhelm Gustloff, la peor pérdida de vidas en la historia marítima, y unos 3.300 personas en el hundimiento del General von Steuben.
Con un total en su carrera de 44.701 TRB (toneladas de registro bruto) hundidas o dañadas, es el submarino soviético con mayor número de toneladas hundidas de la historia. Marinesko recibió a título póstumo el título de Héroe de la Unión Soviética en 1990. El S-13 fue dado de baja el 7 de septiembre de 1954 y desguazado el 17 de diciembre de 1956.